# Ànser
|  | Per a altres significats, vegeu «Ànser (desambiguació)». |

Ànser (llatí: Anser, 'oca') fou un poeta i crític de l'obra de Virgili, qui al seu torn el cita. que visqué al segle i aC. Per Eli Donat sabem que no va prendre partit en les faccions romanes, però era amic del triumvir Marc Antoni, a qui va compondre un poema. Ovidi l'anomena cinna procacior ('descarat', 'llicenciós').
Alguns erudits han suggerit que Ànser és el mateix home que en altres llocs es coneix com Lycidas, i que Anser és el seu pseudònim quan escriu una obra poc seriosa, però altres suggereixen que era una manera genèrica d'anomenar un mal poeta, car anser en llatí és 'oca', en comparació a olores, el cigne. El gramàtic Servi Maure Honorat(segle iv) afirma que Ànser fou una persona específica amb aquest nom, però és l'única font que fa aquesta afirmació sense ambigüitats, diversos segles després que hagués mort.